# WHAT NEWS!?
『WHAT NEWS!?』（ホワット・ニュース!?）は、日本のロックバンド ・ZIGGY の8枚目のオリジナル・アルバムである。

## 概要
- マーキュリーに移籍し森重樹一、戸城憲夫の2人体制から宮脇“JOE”知史が正式メンバーとなり、3人編成となったZIGGYの初のアルバム。
- 「Jealousy 〜ジェラシー〜」はシングルヴァージョンと比較すると大幅にアレンジが変わっており、ベースとドラムは同じテイクだが、ボーカルとギターは録り直している。また、「月が昇る頃には」や「君をのせて」もシングルヴァージョンとはやや異なる。

## 収録曲
| 全作詞: 森重樹一。 |                                            |           |          |      |
| #                  | タイトル                                   | 作詞      | 作曲     | 時間 |
| 1.                 | 「STEP BY STEP」                           | 森重樹一  | 森重樹一 | 4:25 |
| 2.                 | 「月が昇る頃には」(Album Mix)              | 森重樹一  | 森重樹一 | 4:51 |
| 3.                 | 「光と影」                                 | 森重樹一  | 戸城憲夫 | 3:49 |
| 4.                 | 「Stranger than Paperbacks」               | 森重樹一  | 戸城憲夫 | 4:15 |
| 5.                 | 「心配無用」                               | 森重樹一  | 森重樹一 | 4:17 |
| 6.                 | 「君をのせて」(Album Mix)                  | 森重樹一  | 戸城憲夫 | 4:15 |
| 7.                 | 「Just another day」                       | 森重樹一  | 戸城憲夫 | 5:33 |
| 8.                 | 「A NIGHT OF SYMPATHY」                    | 森重樹一  | 戸城憲夫 | 3:17 |
| 9.                 | 「欲望という名のParadox」                  | 森重樹一  | 戸城憲夫 | 4:39 |
| 10.                | 「CLOCK STRIKES 12」                       | 森重樹一  | 森重樹一 | 3:11 |
| 11.                | 「Jealousy 〜ジェラシー〜」(Album Version) | 森重樹一  | 森重樹一 | 4:13 |
| 12.                | 「Silver & Gold」                          | 森重樹一  | 森重樹一 | 3:01 |
| 13.                | 「暗流」                                   | 森重樹一  | 戸城憲夫 | 7:03 |
| 合計時間:          | 合計時間:                                  | 合計時間: | 56:49    |      |

## タイアップ・CM曲
「STEP BY STEP」
読売テレビ・日本テレビ系アニメ『名探偵コナン』エンディングテーマ。
「君をのせて」
フジテレビ系『HEY!HEY!HEY! MUSIC CHAMP』1996年1月-3月度エンディングテーマ。
「Jealousy ～ジェラシー～」
『カメリアダイヤモンド』CMソング。